# María del Rocío Sáenz
María del Rocío Sáenz Madrigal (San José, 2 de mayo de 1958) es una médica y política costarricense. Sáenz se ha desempeñado como ministra de Salud durante la administración Pachedo de la Espriella (2002-2006) y como presidenta ejecutiva de la Caja Costarricense del Seguro Social durante la administración Solís Rivera (2014-2017). 
Sáenz obtuvo su título de doctora en medicina de la Universidad de Costa Rica en 1996 y una maestría en salud pública de la Universidad La Salle de México. Entre otros cargos, Sáenz fue Directora del Área de Salud de Vázquez de Coronado entre 1983 y 1990, Coordinadora del Campo de refugiados Nicaragüenses durante ese mismo período, miembro del Consejo Director de la Organización Panamericana de la Salud. Fue designada Ministra de Salud por el presidente Abel Pacheco entre 2002 y 2006, además coordinadora del Área Social del Gabinete entre 2004 y 2006. Electa presidenta ejecutiva de la CCSS por Luis Guillermo Solís para el período 2014-2018. Docente en medicina de la Facultad de Medicina de la Universidad de Costa Rica, Coordinadora de Políticas Públicas del Programa Salud, Trabajo y Ambiente para América Central  (SALTRA) y consultora internacional.